# アミナス北野田
アミナス北野田（－きたのだ）は、南海電鉄高野線北野田駅前にある超高層建築物、北野田駅前A地区第一種市街地再開発事業の総称。

## 概要
北野田駅前B地区第一種市街地再開発事業 (ベルヒル北野田) に東接し、先行して行われた面積約1.3ヘクタールの事業。2005年 (平成17年) 2月竣工。同駅に直結し地上19階地下1階塔屋3階からなる。商業・業務施設、図書館、生涯学習施設、マンション、駐車場が配置されている。当該地区は高野線沿線のなかで急行停車駅としての利点もあり、古くから商店街や大型量販店、金融機関等が集積したものの、同線沿線開発が進む中で、都市基盤施設の未整備や土地利用の混在などから、商業地としての地位は相対的に低下。そこで堺市が「第3次堺市総合計画」に基づき、政令指定都市を展望して市域全体の均衡のある発展をめざすため、拠点市街地として当該地区を再開発することとなった。

### 図書館
当施設4階にある堺市立図書館。歴史・地理関係の資料を多く収集し、対面朗読室、ビジネス書コーナーがある。蔵書点数約20万8千点。夜から翌朝にかけては返却ポストも使用可能。
- 開館時間
  - 火曜日から金曜日　午前10時から午後8時
  - 土曜日・日曜日・祝日　午前10時から午後6時
- 休館日 
  - 毎週月曜日（月曜日が祝日と重なった場合は開館）、館内整理日（3月末日並びに6月・9月・12月の各第1火曜日）、年末年始、資料（点検）整理期間

## 建築諸元
- 構造・規模 - 鉄筋コンクリート造
- 階数 - 地上19階・地下1階
- 敷地面積　4,722m2
- 建築面積　3,647 m2
- 延床面積　30,500 m2
- 住宅113戸、駐車場166台
- 設計 – 昭和設計
- 施工 – 鴻池組